# Ajit Jogi

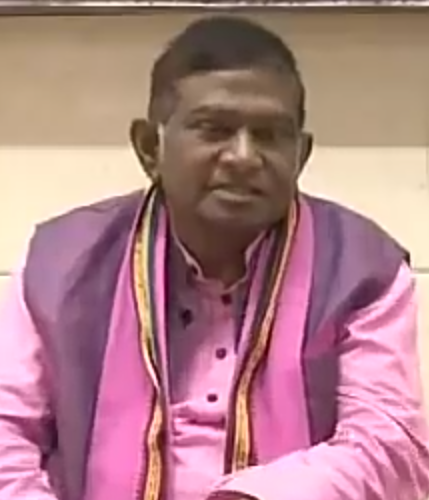
Ajit Jogi (20. September 2018)

Ajit Pramod Kumar Jogi (Hindi अजीत प्रमोद कुमार जोगी; * 29. April 1946 in Jogi Dongri, Bilaspur, Central Provinces and Berar, Britisch-Indien; † 29. Mai 2020 in Raipur, Chhattisgarh) war ein indischer Politiker des Indischen Nationalkongresses (INC) sowie des Janta Congress Chhattisgarh (JCC), der sowohl Mitglied der Rajya Sabha, des Oberhauses des indischen Parlaments, als auch Mitglied der Lok Sabha, des Unterhauses des Parlaments, war. Er war zwischen 2000 und 2003 außerdem erster Chief Minister von Chhattisgarh.

## Leben

### Studien, Regierungsbeamter und Rajya Sabha-Mitglied
Ajit Pramod Kumar Jogi, Sohn von Kashi Prakash Jogi, begann nach dem Schulbesuch ein Maschinenbaustudium am Maulana Azad College of Technology in Bhopal, das er 1968 mit einem Bachelor of Mechanical Engineering (B.E. Mech.) und dem Gewinn der Goldmedaille des College abschloss. Ein weiteres Studium im Fach Industrieingenieurwesen an der Vikram University in Ujjain beendete er mit einem Master in Industrial Engineering (M.I.E.). Schließlich absolvierte er noch ein weiteres Studium der Rechtswissenschaften an der University of Delhi und schloss dieses mit einem Bachelor of Laws (LL.B.) ab. Er war als Lektor am National Institute of Technology in Raipur und trat 1970 in den Verwaltungsdienst IAS (Indian Administrative Service), in dem er bis 1986 tätig war.
Am 30. Juni 1986 wurde Jogi erstmals zum Mitglied der Rajya Sabha gewählt, des Oberhauses des indischen Parlaments, und gehörte dieser nach seiner Wiederwahl am 30. Juni 1992 als Vertreter des Indischen Nationalkongresses (INC) bis zum 3. März 1998 an. Zu Beginn seiner Parlamentszugehörigkeit war er Mitglied des Ausschusses für öffentliche Unternehmen, des Industrieausschusses sowie des Eisenbahnausschusses der Rajya Sabha. Er wurde 1986 zudem Mitglied des All India Congress Committee (AICC), des Präsidiums des INC, und befasste sich dort bis 1987 insbesondere mit Angelegenheiten der Scheduled Castes und Scheduled Tribes, also eine in Indien rechtsgültige verwaltungstechnische Einteilung für soziokulturell oder ethnolinguistisch definierte Gruppe von sozial benachteiligten Gruppen, meist unteren Hindu-Kasten oder Dalits beziehungsweise indigene Volksgruppen, denen nach der indischen Verfassung als „schwächeren Teilen der Bevölkerung“ Schutz, staatliche Wohlfahrts- und Förderprogramme, Sonderrechte und in Nordostindien teils eine autonome Selbstverwaltung eingeräumt werden. Er fungierte zudem zwischen 1987 und 1989 als Generalsekretär des INC in Madhya Pradesh. Nachdem er zwischen 1995 und 1996 Vorsitzender des Ausschusses der Rajya Sabha für Wissenschaft, Technologie, Umwelt und Forsten war, gehörte er von 1996 bis 1998 dem Geschäftsführenden Vorstand der INC-Fraktion im Oberhaus an. Daneben war er Mitglied der Ausschüsse der Rajya Sabha für Transport und Tourismus, für ländliche und städtische Entwicklung sowie für öffentliche Konten. Des Weiteren gehörte er als Mitglied den Beratungsausschüssen des Energieministeriums sowie des Ministeriums für Kohle an. Er war ferner Berichterstatter im Unterausschuss für indirekte Steuern sowie Mitglied im Gremium der stellvertretenden Vorsitzenden von Ausschüssen der Rajya Sabha. Zuletzt war er von 1997 bis 1999 Chefsprecher der INC-Fraktion sowie zwischen 1997 und 2000 auch Chefsprecher des All India Congress Committee.

### Lok Sabha-Mitglied und Chief Minister von Chhattisgarh
Bei der Wahl am 16., 22., 23. und 28. Februar sowie am 7. März 1998 wurde Ajit Jogi im Wahlkreis Raigarh zum Mitglied der Lok Sabha gewählt, des Unterhauses des Parlaments, und gehörte ihr bis zur Wahl zwischen dem 5. September und 4. Oktober 1999 an. In dieser zwölften Legislaturperiode war er daraufhin zwischen März 1998 und Oktober 1999 Parlamentarischer Geschäftsführer (Whip) der INC-Fraktion in der Lok Sabha sowie Mitglied des Ausschusses für die Entwicklung menschlicher Ressourcen und dessen Unterausschusses für medizinische Ausbildung sowie des Ausschusses für Kohle. Er war ferner wieder Mitglied des Beratungsausschusses des Ministeriums für Kohle. Zugleich fungierte er zwischen 1998 und 2000 als Geschäftsführender Präsident der INC von Madhya Pradesh mit der Zuständigkeit für Chhattisgarh und auch als Sekretär der Abteilung des AICC für Scheduled Castes, Scheduled Tribes und andere benachteiligte Klassen, ehe er im Oktober 2000 Vorsitzender dieser Abteilung des AICC wurde. Er fungierte ferner zwischen 2000 und 2001 als kommissarischer Präsident des INC in Chhattisgarh.
Nachdem der Bundesstaat Chhattisgarh am 1. November 2000 durch Mehrheitsbeschluss beider Kammern des Bundesparlaments sowie des Parlaments von Madhya Pradesh durch eine Abspaltung der östlichen Distrikte dieses Bundesstaates gebildet wurde, übernahm Jogi am 1. November 2000 den Posten als erster Chief Minister von Chhattisgarh. Er hatte diesen bis zum 6. Dezember 2003 inne und wurde daraufhin von Raman Singh von der Bharatiya Janata Party (BJP) abgelöst. Zuvor hatte die BJP bei der Wahl vom 1. Dezember 2003 50 der 90 Sitze der Legislativversammlung bei einer Wahlbeteiligung von 71,3 Prozent gewonnen, woraufhin Jogi am 4. Dezember 2003 seinen Rücktritt erklärte. Er selbst war zwischen 2003 und 2004 Mitglied der Legislativversammlung dieses neuen Bundesstaates und vertrat dort den Wahlkreis Marwahi.
Bei der Wahl zwischen dem 20. April 2004 und dem 10. Mai 2004 im Wahlkreis Mahasamund abermals zum Mitglied der Lok Sabha gewählt und gehörte dieser bis zu seinem Mandatsverzicht am 26. Dezember 2008 an. Während dieser 14. Legislaturperiode war er Mitglied des Innenausschusses. Nach seinem Ausscheiden war er von 2008 bis 2013 wieder Mitglied der Chhattisgarh Legislative Assembly. Nachdem er den Indischen Nationalkongress verlassen hatte, gründete er am 23. Juni 2016 den Janta Congress Chhattisgarh (JCC) und war bis zu seinem Tode am 29. Mai 2020 dessen Präsident. Am 11. Dezember 2018 wurde er im Wahlkreis Marwahi erneut zum Mitglied der Legislativversammlung von Chhattisgarh gewählt und gehörte auch dieser bis zu seinem Tode am 29. Mai 2020 an.
Ajit Pramod Kumar Jogi war seit dem 8. Oktober 1975 mit Renu Jogi verheiratet, die seit 2006 den Wahlkreis Koti in der Chhattisgarh Legislative Assembly vertritt. Aus dieser Ehe stammte der einzige Sohn Amit Jogi, der als Nachfolger und Vorgänger seines Vaters zwischen 2013 und 2018 den Wahlkreis Marwahi als Mitglied der Legislativversammlung von Chhattisgarh vertreten hatte.